# بريان فير
بريان فير (بالإنجليزية: Bryan Fair)‏ هو عالم قانوني أمريكي، ولد في 12 أغسطس 1960.